# Mördare utan ansikte (miniserie)
Mördare utan ansikte är en svensk miniserie från 1995 med Rolf Lassgård, Sven Wollter, Åke Jörnfalk, Rolf Lydahl och Anders Weick med fler.
Serien gjordes i fyra delar på vardera cirka 55 minuter. För regin stod Per Berglund. Rolf Lassgård spelade Kurt Wallander. Serien baserar sig på romanen Mördare utan ansikte av författaren Henning Mankell och var den första i serien om kommissarie Wallander som filmatiserades.

## Handling
Något är inte som det brukar vara. Grannens häst har inte gnäggat under natten.
Det är vinter över den skånska slättkusten. Bonden som vaknat stiger upp och går över till granngården. Den syn som möter honom är fruktansvärd. Hans granne Johannes Lövgren ligger på golvet med krossat ansikte. Hans hustru Maria sitter vid en stol med en strypsnara runt halsen och nattlinnet nersölat av blod. Innan hon dör på sjukhuset, hinner hon säga ett ord som snart läcker ut i medierna: "Utländsk".
Kommissarie Kurt Wallander vid Ystadspolisen, som leder utredningen, får snart anonyma hot per telefon. När stadens flyktingförläggning brinner och en somalisk flykting mördas förstår han att den som hotat honom menar allvar. Och inser att det nu är en kamp mot tiden. Och mot en hänsynslös motståndare. En mördare utan ansikte...

## Medverkande i urval
- Rolf Lassgård - Kommissarie Kurt Wallander
- Sven Wollter - Rydberg
- Nina Gunke - Anette Brolin, åklagare
- Carina Lidbom - Eva Strandberg
- Åke Jörnfalk - Hansson
- Rolf Lydahl - Norén
- Anders Weick - Näslund
- Jan Sigurd - Peters
- Frederic Täckström - Svedberg
- Joakim Narin - Martinsson
- Catta Pålsson - Agneta
- Gunnel Nilsson - Ebba
- Björn Kjellman - Janis "Blomman" Bloomis
- Pär Ericson - Rune Bergman
- Ernst Günther - Henning, Kurts far
- Cecilia Zwick Nash - Linda, Kurts dotter
- Lars Väringer - Polis i Malmö
- Göran Stangertz - Kapten på Polenfärjan
- Östen Warnerbring - Flyktingföreståndare i Malmö
- Rune Bergman - Serguisz, knopexpert
- Cecilia Frode – Cattis